# A jeśli ciernie (film)
A jeśli ciernie (ang. If There Be Thorns) – amerykański dramat z 2015 roku w reżyserii Nancy Savoca, powstały na podstawie powieści pod tym samym tytułem z 1981 roku autorstwa V.C. Andrews. Wyprodukowany przez wytwórnię Lifetime Pictures. Kontynuacje filmów Kwiaty na poddaszu (2014) oraz Płatki na wietrze (2014).

## Opis fabuły
Chris (Jason Lewis) i jego siostra Cathy (Rachael Carpani) przed laty uciekli od szalonej matki Corrine (Heather Graham), która próbowała spalić rodzinną posiadłość, zabijając ich sadystyczną babkę Olivię. Teraz zakochane w sobie rodzeństwo zamieszkało w Kalifornii, wychowując synów Cathy – Jory'ego i Barta. W miejscu, gdzie nikt nie zna ich historii, wydają się prowadzić szczęśliwe życie. Pewnego dnia do domu w sąsiedztwie wprowadza się samotna kobieta, której towarzyszy tylko lokaj. Zaintrygowany Bart zaczyna ją odwiedzać i tak poznaje swoją babkę Corrine oraz mroczną rodzinną tajemnicę. Chrisa i Cathy znów dogania przeszłość.

## Obsada
- Heather Graham jako Corrine Foxworth[2]
- Rachael Carpani jako Cathy Dollanganger
- Jason Lewis jako Christopher Dollanganger
- Mason Cook jako Bart Jr.
- Jedidiah Goodacre jako Jory Marquet
- Emily Tennant jako Melodie
- Mackenzie Gray jako John Amos
- Glynis Davis jako Marisha Marquet
- Robert Moloney jako Malcolm Foxworth
- Bailey Skodje jako Cindy
- Christine Lippa jako Emma
- Venna Sood jako doktor Phillips